# Typophyllum zingara
Typophyllum zingara är en insektsart som beskrevs av Montealegre-z. och G.K. Morris 1999. Typophyllum zingara ingår i släktet Typophyllum och familjen vårtbitare. Inga underarter finns listade i Catalogue of Life.